# Bridges to Babylon
Bridges to Babylon —en español: Puentes a Babilonia— es el vigesimoprimer álbum de estudio en el Reino Unido y el vigesimotercero en los Estados Unidos de la banda de rock británico The Rolling Stones, publicado por Virgin Records el 29 de septiembre de 1997, sucesor de Voodoo Lounge. Lanzado como álbum doble en vinilo y en CD, fue seguido de una nueva gira mundial, denominada Bridges to Babylon Tour, con 108 actuaciones alrededor del mundo.
A diferencia de los álbumes anteriores, en los que el equipo de producción y composición formado por el vocalista Mick Jagger y el guitarrista Keith Richards coproducía junto con un único productor externo, los Stones recurrieron a una ecléctica mezcla de productores superestrellas, como The Dust Brothers, Don Was y Rob Fraboni, entre otros. Del mismo modo, un amplio abanico de músicos invitados participó en el disco. El extenso álbum incluye una amplia gama de géneros, como el blues rock habitual de los Stones, el hip hop cargado de samples y el rap. Una vez más, la banda no se hablaría durante la grabación del álbum, ya que Jagger y Richards grababan sus partes por separado y rara vez aparecían juntos en el estudio. Sin embargo, habían arreglado su relación lo suficiente como para embarcarse en una gira de gran éxito para apoyar el álbum.
A pesar de que la crítica no fue muy favorable, el álbum se vendió bien, alcanzando el disco de platino u oro en muchos mercados, y produjo el sencillo «Anybody Seen My Baby?», que se situó en el Top 40 mundial.

## Antecedentes y grabación
Luego del disco Voodoo Lounge del año 1994, de la gira Voodoo Lounge Tour y de los proyectos que se realizaron en 1994/1995, que dieron origen entre otros al álbum en vivo Stripped y a un disco y vídeo llamado Rock and Roll Circus, grabado en 1968 y que nunca había sido editado; los Stones se proporcionaron a sí mismos un breve respiro. 
Tuvo que pasar más de un año y medio, receso tras el cual los Stones se retomaron sus actividades, para dar plazo a su nuevo trabajo de estudio. Mick Jagger y Keith Richards comenzaron a componer nuevas canciones juntos en el verano de 1996 con intenciones de continuar en Nueva York en los meses de noviembre y en Londres al mes siguiente. Otra sesión de escritura ocurrió en Barbados en enero de 1997. Durante ese tiempo, Richards produjo y participó en la canción «Were Born» de la banda The Wingless Angels.
En marzo de 1997, la banda llegó a Los Ángeles para iniciar las sesiones de grabación en Ocean Way Studios. Después de muchos álbumes grabados en islas aisladas, trabajar en una gran ciudad permitió la contribución de varios músicos amigos de la banda. El disco se grabó hasta julio, y los cuatro meses de producción lo convirtieron en uno de sus periodos de grabación más concisos en años. Las sesiones solían durar toda la noche, hasta que Richards se cansaba por la mañana.
Aunque Don Was fue llamado como productor del nuevo disco, Jagger estaba impresionado por el trabajo que The Dust Brothers habían realizado en el disco Odelay del músico estadounidense Beck y en Paul's Boutique de los Beastie Boys. Deseó traerlos para incluirlos como productores y plasmar sus influencias en los temas del disco. Danny Saber y Babyface también fueron llamados por Jagger, aunque las contribuciones de este último en la canción «Already Over Me» fueron descartadas. Richards no era precisamente un partidario de la idea y decidió traer al productor Rob Fraboni, quien se aseguró de trabajar con Richards y Jagger en habitaciones separadas. Las únicas pistas del disco que llevarían sus influencias serían «Anybody Seen My Baby?», «Saint of Me» y «Might as Well Get Juiced»; era así la primera, y hasta ahora única vez, que un álbum de los Stones contenía muestreo musical. El baterista Charlie Watts aliviaría el tenso ambiente al trabajar junto con el percusionista Jim Keltner, a quien más tarde reclutaría para un proyecto solista. En la última semana de grabación, los Stones no se hablaban, con Jagger boicoteando las sesiones organizadas por la gente de Richards y Watts dejando Los Ángeles tan pronto como terminó con sus aportes.
Durante la masterización del álbum, se acordó que «Anybody Seen My Baby?» sería el primer sencillo del álbum. La hija de Richards, Angela, advirtió a su padre que la nueva letra de la canción de los Stones tenía una semejanza meramente llamativa a una canción de 1992 del músico k.d. lang. Su apariencia era considerado un plagio del tema «Constant Craving» en su estribillo. Intentando evitar cualquier enredo legal futuro posible, lang y su coescritor Ben Mink se acreditaron junto con Jagger y Richards en la nueva canción. Alcanzó el número 22 en el Reino Unido y también se convirtió en un éxito de rock en la radio estadounidense.
Un total de ocho músicos diferentes tocaron bajo en las sesiones del álbum: Jeff Sarli, Jamie Muhoberac, Blondie Chaplin, Don Was, Danny Saber, Darryl Jones, Me'shell Ndegeocello y Doug Wimbish. El álbum incluyó por primera vez tres canciones cantadas por Keith Richards, algo sin precedentes hasta ese momento.

## Arte y packaging
Una vez que los Rolling Stones escogieron a Stefan Sagmeister para ser el director artístico del álbum, Jagger le dijo que buscara la inspiración del arte babilónico exhibido en el Museo Británico. Sagmeister quedó muy impresionado por una escultura de Lammasu, con cuerpo de león y cabeza humana, y le encomendó al artista Kevin Murphy para pintar un león asirio similar en una postura de ataque. El primer millón de unidades de Bridges to Babylon estaban envueltos en un estuche especial de filigrana, que daba la impresión de que el león estaba incrustado en el diseño. El fondo del desierto de la portada se extendió a lo largo del folleto, con ruinas que fueron la base para el diseño del escenario de Bridges to Babylon Tour.

## Lanzamiento y recepción
Al momento de su lanzamiento, el álbum recibió opiniones encontradas de los críticos musicales, llegando a alcanzar los puestos 6 en el Reino Unido, 2 en Francia y 3 en Estados Unidos, donde fue certificado platino por la RIAA en noviembre de 1997.
El primer sencillo del álbum fue «Anybody Seen My Baby?» que alcanzó el puesto # 22 en el Reino Unido y fue un hit radial en todo el mundo, principalmente en Estados Unidos. Los otros sencillos lanzados, «Saint of Me» y «Out of Control», gozaron de un éxito menor.
Los Stones tenían un número de canciones del álbum remixadas en versiones extendidas pero aún no han publicado ninguna de ellas por ejemplo: «Out of Control»/«Papa Was a Rolling Stone» (10:10), «Might as Well Get Juiced» también llamado «Keith's Revenge Mix» (10:54), «Always Suffering» también llamado «Sentimental Mix» (9:27), «Already Over Me» también llamado «Ancient Remix» (9:27). 
Para ese momento, los Stones se habían convertido ya en todo un fenómeno de los años 90, ofreciendo un total de 108 conciertos, en 25 países, durante el The Bridges to Babylon Tour de 1997, con una elaborada escenografía que Jagger pretendía hacer similar a la PopMart Tour de U2.
En 2009, Bridges to Babylon fue remasterizado y reeditado por Universal Music. Hasta enero de 2010, Bridges to Babylon ha vendido 1.1 millones de copias en los Estados Unidos.

## Lista de canciones
Todas las canciones escritas y compuestas por Jagger/Richards, excepto donde se indique. 
| N.º | Título                                                       | Duración |  |
| 1.  | «Flip the Switch»                                            | 3:28     |  |
| 2.  | «Anybody Seen My Baby?» (Jagger/Richards/k.d. lang/Ben Mink) | 4:31     |  |
| 3.  | «Low Down»                                                   | 4:26     |  |
| 4.  | «Already Over Me»                                            | 5:24     |  |
| 5.  | «Gunface»                                                    | 5:02     |  |
| 6.  | «You Don't Have to Mean It»                                  | 3:44     |  |
| 7.  | «Out of Control»                                             | 4:43     |  |
| 8.  | «Saint of Me»                                                | 5:14     |  |
| 9.  | «Might as Well Get Juiced»                                   | 5:23     |  |
| 10. | «Always Suffering»                                           | 4:43     |  |
| 11. | «Too Tight»                                                  | 3:33     |  |
| 12. | «Thief in the Night» (Jagger/Richards/Pierre de Beauport)    | 5:15     |  |
| 13. | «How Can I Stop»                                             | 6:53     |  |

## Personal
The Rolling Stones
- Mick Jagger: voz, guitarra eléctrica, guitarra acústica, teclados, armónica, coros.
- Keith Richards: guitarra eléctrica, guitarra acústica, piano, coros; voz en «You Don't Have to Mean It», «Thief in the Night» y «How Can I Stop».
- Ron Wood: guitarra eléctrica, guitarra slide, pedal steel guitar, dobro.
- Charlie Watts: batería, coros en «Always Suffering».

Personal adicional
| - Kenny Aronoff: bucket. - Blondie Chaplin: coros, panderetas, piano, bajo, percusión, sacudidor, maracas. - Matt Clifford: piano, órgano. - Pierre de Beauport: bajo de seis cuerdas, piano. - Bernard Fowler: coros. - Darryl Jones: bajo. - Jim Keltner: percusión, sacudidor. - Darrell Leonard: trompeta. - Jamie Muhoberac: teclados, bajo. - Me'Shell Ndegeocello: bajo. | - Billy Preston: órgano. - Danny Saber: bajo, guitarra eléctrica, clavinet, teclados. - Jeff Sarli: bajo. - Wayne Shorter: saxofón. - Joe Sublett: saxofón. - Benmont Tench: órgano, piano, teclados. - Waddy Wachtel: guitarra eléctrica, guitarra acústica, coros. - Don Was: piano, bajo, teclados. - Doug Wimbish: coros, bajo. - Biz Markie: rap. |

Técnicos
- The Glimmer Twins: producción (todas las pistas).
- Don Was – producción (todas menos «Saint of Me», «Might As Well Get Juiced» y «Gunface»).
- The Dust Brothers – producción (en «Anybody Seen My Baby?», «Saint of Me» y «Might As Well Get Juiced»).
- Rob Fraboni – producción y mezcla (en «You Don't Have to Mean It»), ingeniero de sonido.
- Danny Saber – producción (en «Gunface»).
- Pierre de Beauport – producción (en «Always Suffering»).
- Tom Lord-Alge: mezcla (todas las pistas).
- John X Volaitis: mezcla (en «Gunface»).
- Wally Gagel: mezcla (en «Out of Control»).
- Bob Clearmountain: mezcla (en «Already Over Me»).
- Stefan Sagmeister: director artístico y diseño.
- Hjalti Karlsson: diseño.
- Max Vadukul: fotografía.
- Kevin Murphy: ilustración.
- Gerard Howland (Floating Company): ilustración.
- Alan Ayers: ilustración.

## Bridges to Babylon Tour
Como en sus dos trabajos de estudio anteriores, el álbum fue apoyado por una gira mundial masiva denominada Bridges to Babylon World Tour 97/98 que incluía una imponente escenografía con partes móviles que permitían hacer más íntimo el contacto entre la banda y el público, así como shows en clubes, shows secretos y el de MTV, sumando un total de 108 recitales.
En enero de 1998 se presentan por primera vez en Brasil, luego entre el 9 y 16 de febrero, la banda visita por segunda vez Argentina, y el 19 de febrero visitan por primera vez Chile. Para el año 1999 se planeó continuar con esta gira por Estados Unidos, Canadá y otros países, en la que sin dudas fue la más extensa de la banda en su historia, siendo un éxito tanto comercial como económico.

## Posición en las listas
| Listas (1997)                       | Mejor posición |
| ----------------------------------- | -------------- |
| Alemania (Media Control)            | 1              |
| Argentina (CAPIF)                   | 1              |
| Australia (ARIA Charts)             | 19             |
| Austria (Ö3 Austria Top 40)         | 1              |
| Bélgica (Ultratop Flanders)         | 2              |
| Bélgica (Ultratop Wallonia)         | 5              |
| Canadá (Canadian Hot 100)           | 2              |
| España (PROMUSICAE)                 | 2              |
| Estados Unidos (Billboard 200)      | 3              |
| Finlandia (Suomen virallinen lista) | 3              |
| Francia (SNEP)                      | 2              |
| Hungría (MAHASZ)                    | 12             |
| Irlanda (OCC)                       | 6              |
| Italia (Musica e Dischi)            | 6              |
| Japón (Oricon)                      | 10             |
| Noruega (VG-lista)                  | 1              |
| Nueva Zelanda (RIANZ)               | 10             |
| Países Bajos (MegaCharts)           | 2              |
| Reino Unido (UK Albums Chart)       | 6              |
| Suecia (Sverigetopplistan)          | 1              |
| Suiza (Schweizer Hitparade)         | 3              |

| Lista (1997)                          | Posición |
| ------------------------------------- | -------- |
| Alemania (Offizielle Deutsche Charts) | 10       |

| Lista (1998)                          | Posición |
| ------------------------------------- | -------- |
| Alemania (Offizielle Deutsche Charts) | 26       |

| Año  | Sencillo                | Lista                              | Mejor posición |
| ---- | ----------------------- | ---------------------------------- | -------------- |
| 1997 | «Anybody Seen My Baby?» | Mainstream Rock Tracks             | 3              |
| 1997 | «Anybody Seen My Baby?» | UK Singles Chart                   | 22             |
| 1997 | «Flip The Switch»       | Mainstream Rock Tracks             | 14             |
| 1998 | «Saint of Me»           | UK Singles Chart                   | 26             |
| 1998 | «Saint of Me»           | Billboard Hot 100                  | 94             |
| 1998 | «Saint of Me»           | Hot Dance Music/Maxi-Singles Sales | 23             |
| 1998 | «Saint of Me»           | Mainstream Rock Tracks             | 13             |
| 1998 | «Out of Control»        | UK Singles Chart                   | 51             |

## Certificaciones
| País                  | Certificación | Ventas certificadas |
| --------------------- | ------------- | ------------------- |
| Alemania (BVMI)       | Platino       | 500 000^            |
| Argentina (CAPIF)     | Platino       | 60 000^             |
| Austria (IFPI)        | Platino       | 50 000^             |
| Bélgica (BEA)         | Oro           | 25 000^             |
| Canadá (Music Canada) | Platino       | 100 000^            |
| España (PROMUSICAE)   | Platino       | 100 000^            |
| Estados Unidos (RIAA) | Platino       | 1 000 000^          |
| Francia (SNEP)        | 2x Oro        | 200 000^            |
| Italia                | —             | 90 000              |
| Japón (RIAJ)          | Oro           | 100 000^            |
| México (AMPROFON)     | Oro           | 50 000^             |
| Noruega (IFPI)        | Oro           | 25 000^             |
| Países Bajos (NVPI)   | Platino       | 100 000^            |
| Polonia (ZPAV)        | Oro           | 50 000^             |
| Reino Unido (BPI)     | Oro           | 100 000^            |
| Suecia (GLF)          | Oro           | 40 000^             |
| Suiza (IFPI)          | Platino       | 50 000^             |

| País                 | Certificación | Ventas certificadas |
| -------------------- | ------------- | ------------------- |
| Unión Europea (IFPI) | Platino       | 1 000 000^          |
| Mundo                | —             | 3,500,000           |

Nota: ^ Cifras de ventas basadas únicamente en la certificación